# GTK
GIMP-Toolkit, GTK, är ett bibliotek för att skapa grafiska gränssnitt. Biblioteket skrevs ursprungligen för att ersätta det proprietära Motif i bildbehandlingsprogrammet Gimp. Från början fanns GTK bara till Unix-liknande operativsystem som Linux men har senare portats till Windows, SkyOS, OS/2 och macOS, vilket innebär att program skrivna med biblioteket kan byggas på alla dessa plattformar. GTK är fri programvara och licensierat under GNU LGPL.
GTK är en av huvudkomponenterna i GNOME och alla program i skrivbordsmiljön använder det, vilket ger ett enhetligt utseende och beteende. Även många andra program som Mozilla Firefox, OpenOffice.org och Pidgin använder GTK, även om vissa av dem endast använder det på vissa plattformar.
Även om biblioteket först och främst är skrivet för C, är det designat för att kunna användas i andra programspråk och bindningar finns för ett stort antal av dessa, inklusive C++, C#, Perl, PHP, Python och Ruby.

## Komponenter
GTK består av tre huvuddelar:
- Glib (Glibrary) – grundläggande funktioner för datastrukturer, trådar och objektorientering, samt funktioner som fungerar likadant på många plattformar.
- ATK (Accessibility Toolkit) – funktioner för tillgänglighet, genom att implementera gränssnitten definierade i ATK kan program och bibliotek stödja specialprogram för handikappade.
- Pango (textbibliotek) – hanterar text, teckensnitt och layout, med starkt fokus på internationalisering.